# Cantó de la Plana d'Illiberis
El cantó de La Plana d'Illiberis és una divisió administrativa francesa, situada a la Catalunya Nord, al departament dels Pirineus Orientals, creat pel decret del 26 de febrer de 2014 i que entrà en vigor després de les eleccions municipals de 2015. És el número 12 dels cantons actuals de la Catalunya del Nord, i té la seva capitalitat a la ciutat d'Elna.

## Composició

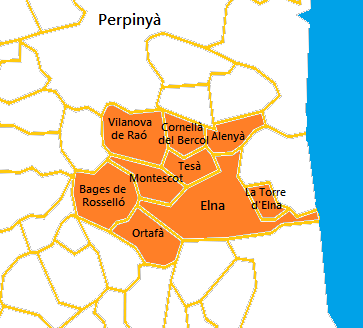
Mapa del Cantó de la Plana d'Illiberis

- Alenyà
- Bages de Rosselló
- Cornellà del Bercol
- Elna
- La Torre d'Elna
- Montescot
- Ortafà
- Tesà
- Vilanova de Raò

## Història
A les eleccions departamentals franceses de 2015 va entrar en vigor una nova redistribució cantonal, definida pel decret de 26 de febrer de 2014, en aplicació de les lleis del 17 de maig de 2013 (loi organique 2013-402 i loi 2013-403). A partir d'aquestes eleccions els consellers departamentals són escollits per escrutini majoritari binominal mixt. Des d'aquestes eleccions els electors de cada cantó escullen dos membres de sexe diferent al consell departamental, nova denominació del consell general, i que es presenten en parella de candidats. Els consellers departamentals són escollits per sis anys en escrutini binominal majoritari a dues voltes; per l'accés a la segona volta cal un 12,5% dels vots inscrits en la primera volta. A més es renoven la totalitat de consellers departamentals. El nou sistema de votació requeria una redistribució dels cantons, i el nombre es va reduir a la meitat arrodonit a la unitat senar superior si el nombre no és sencer senar, així com unes condicions de llindar mínim. Als Pirineus Orientals el nombre de cantons passaria de 31 a 17.
El nou cantó de la Plana d'Illiberis és format amb comunes dels antics cantons de La Costa Radiant (2 comunes: Alenyà i la Torre d'Elna) i d'Elna (7 comunes: Bages de Rosselló, Cornellà del Bercol, Elna, Montescot, Ortafà, Tesà i Vilanova de Raó). El territori del cantó està situat al districte de Perpinyà. La seu del cantó és a Elna.

## Consellers generals
Al final de la primera volta de les eleccions departamentals franceses de 2015 hi havia passat tres binomis: Jean-Philippe Gaulard i Dominique Regnier (FN, 32,2%), Nicolas Garcia i Marie-Pierre Sadourny (Unió d'Esquerres, 30,89%) i Yves Barniol i Catherine Jourda (DVD, 30,15%). La taxa de participació fou del 57,63% (12.759 votants sobre 22.140 |inscrits) contra el 55,72% a nivell departamental i 50,17% a nivell nacional.
En la segona volta, Nicolas Garcia i Marie-Pierre Sadourny (Unió de l'Esquerra) foren elegits amb el 35,2% dels vots emesos i amb una taxa de participació del 62,51% (4.713 vots de 13.834 votants i 22.140 inscrits).